# 紫夢幻蕉
紫夢幻蕉（學名：Musa ornata）是芭蕉科芭蕉屬50多種香蕉中的一種，原產於東南亞，因其擁有觀賞價值而引進種植，但往往不能食用。

## 描述
紫夢幻蕉屬於芭蕉屬,以其鮮豔的苞片而聞名,基本染色體數為2n=22。 
紫夢幻蕉的高度約為1.5到3.0公尺。 葉子呈綠色的，可以長到1.8 米長，360 毫米寬，可用於熱帶切花佈置。 它產生粉紅色的花朵和小的、深粉紅色或深紅色的果實。水果類型是一種已播種且不可食用的香蕉。